# Vasignyella otophora
Vasignyella otophora är en mossdjursart som först beskrevs av James Barrie Kirkpatrick 1890.  Vasignyella otophora ingår i släktet Vasignyella och familjen Catenicellidae. Inga underarter finns listade i Catalogue of Life.